# توماس بيرش
توماس بيرش (بالإنجليزية: Thomas Birch)‏ هو سياسي نيوزلندي، ولد في 1825، وتوفي في 1880. انتخب عضو مجلس النواب نيوزيلندا.